# 今井りかのうまらじ
今井りかのうまらじ（いまいりかのうまらじ）は、アール・エフ・ラジオ日本で2008年9月26日から2013年3月22日まで放送されていた競馬情報番組である。レギュラーの放送時間は、主にナイターのオフシーズンの毎週金曜日の18:00 - 20:30。
ここでは、前身番組に当たるオトナの競馬マガジンプラス時代から述べる。

## 概要
週末に行われる中央競馬を楽しむためのさまざまな情報を紹介することをコンセプトに、オトナの情報マガジンの姉妹版として2005年のナイターオフから「オトナの競馬マガジンプラス」が放送されてきた。

2007年のナイターオフからは「オトナの競馬マガジン」と改題して放送される。（パーソナリティーは加藤裕介アナウンサー。）
2008年9月26日から、うまなで〜UMA to NADESHIKO〜（フジテレビ）に出演していた今井りかを起用。2009年には今井の名前をかぶせ、「今井りかのオトナの競馬マガジン」とし、ラジオ日本のアナウンサーは加藤裕介に代わり矢田雄二郎となった。
2010年からはタイトルを現タイトルである「今井りかのうまらじ」とした。現在は「競馬エンターテイメント番組」と謳われている。
なお、ナイター中継の関係から、全クールでぎふチャンにはネットされ続けている一方で、ラジオ関西には一度もネットされていない。
番組の中で「ラジオ日本 土曜・日曜競馬実況中継」について触れられてはいるが、こちらはぎふチャンでは放送されない（もっとも、中継自体していない）。
なお、レギュラーの放送は2011年3月25日をもって終了したが、同年5月からは毎月一回金曜日に放送されている。放送は5月20日、6月17日、7月22日、8月5日、9月16日である。また、同10月7日からはレギュラー放送が復活した。2012年3月23日放送終了。
2012年度オフシーズンは10月5日から放送開始。放送時間が30分繰り上がったほか、20時頭に新コーナー「今井りか　競馬実況アナウンサーになる!」がスタートした。これは2007年度の放送打ち合わせの際に今井が「競馬実況をやってみたい」とつぶやいたのがきっかけ。
2013年度よりラジオ日本ナイターオフの中央競馬情報番組は土曜日に移動し、タイトルを「中央競馬的中戦隊☆アテルンジャー」としてリニューアル、それに伴い出演者も一新した。

## 出演者
現在
- 今井りか（通称：りかりか）
- 矢田雄二郎（ラジオ日本アナウンサー）
- スポーツ報知競馬担当記者

過去
- 加藤裕介（ラジオ日本アナウンサー） - 2008年度放送分まで。

## 放送時間
アール・エフ・ラジオ日本、ぎふチャン
- （2007年 - 2011年）18:30 - 21:00
- （2012年 - ）18:00 - 20:30

なお、プロ野球シーズン時に不定期放送がある場合は、ラジオ日本のみの放送である。
ナイターオフシーズン中の放送では番組中にローカル編成枠が設けられる（火～日で共通の事象である）。

当番組では18:45 - 19:00と19:50 - 20:00に編成。

ラジオ日本では「ラジオ日本ニュース・天気予報」を放送し、18時台は「1422ラジオ日本交通情報（九段）」・「快適生活ラジオショッピング」も放送する。

一方ぎふチャンでは情報番組は設定せず、別番組を放送する（2012年度は「島田秀平の開運ラジオ」を2部構成にして放送）